# Vallisneria
Vallisneria (Vallisneria spiralis) is een overblijvende, ondergedoken waterplant, die tot de waterkaardefamilie behoort. De plant is in Nederland ingevoerd en komt van nature voor in Zuidwest-Europa, Noord-Afrika en Zuidwest-Azië. De plant wordt gebruikt in aquaria.
De plant heeft stengels die meer dan 50 cm lang kunnen worden en vormt, ongeveer 10 cm lange, wortelende uitlopers. De lichtgroene, lijnvormige, aan de top iets getande, 20-80 cm lange en 1-2 cm brede bladeren zijn slap en zitten in een bladrozet. Op de bladeren kunnen rode puntjes en streepjes voorkomen.
De tweehuizige plant bloeit van juni tot in oktober. De alleenstaande, roze, 3-4 mm grote, vrouwelijke bloemen staan aan het wateroppervlak op draaddunne, lange, spiraalvormig gewonden stelen. Het eenhokkige vruchtbeginsel heeft drie tweelobbige stijlen. De 0,5 mm grote mannelijke bloemen zitten op een ondergedoken bloeikolf met een vrij korte, rechte steel. De bloemen hebben drie meeldraden en laten van de bloeikolf los, waarna ze op de teruggeslagen, holle kelkbladen op het water drijven. De meeldraden laten pollinia los, die tegen de stampers van de vrouwelijke bloemen drijven en zo voor bestuiving zorgen. Dit wordt hydrogamie genoemd. Na bestuiving groeit de vrucht onder water uit.
De 9,5-10 cm lange, buisvormige vrucht is een doosvrucht. De zaden zijn 1,3-2 mm lang.

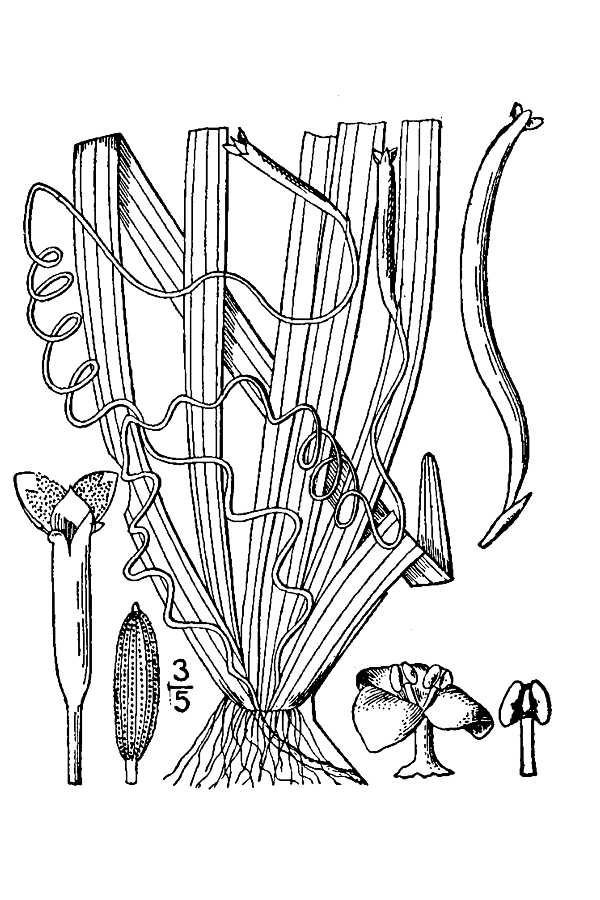